# Миколай Оссолінський (староста новоторзький)
Миколай Оссолінський (пол. Mikołaj Ossoliński; 1599 — 1663) — державний і військовий діяч Речі Посполитої.

## Життєпис
Походив з польського шляхетського роду Оссолінських гербу Топор, старшої гілки. Другий син Прокопа Оссолінського, старости новоторзького, та Катажини Берецької. Народився 1599 року.
1627 року після смерті батька успадкував невеличкі володіння. Втім невдовзі одружився на заможній представниці роду Корнякт, отримавши значні маєтності. В його особі відбилися всі негативні риси тогочасної шляхи. Розбійні напади, пияцтво, жорстоке ставлення до найближчих рідних, прагнення будь-якою ціною наживитися та безкарність своїх дій уславили його ім'я на Перемишльщині. Для цього утримував наймане військо.
1630 року отримав староства новоторзьке і книшинське 1632 року обирається від Сандомирського воєводства на елекційний сейм, де підтримав кандидатуру Владислава Вази. Отримав староства пйотркувське, радошицьке, скальське.
1648 року обирається від Краківського воєводства на елекційний сейм, де підтримав кандидатуру королевича Яна Казимира Вази. Після смерті дружини у 1648 році (яка втекла від Миколая до францисканського монастиря в Перемишлі) він одружується вдруге в 1650 році, за яку знову отримав чималий посаг. Брав участь у війнах проти Війська Запорозького. 1651 року обирається маршалком Коронного трибуналу
1663 року вбитий власною дружиною.

## Власність
Володів ключом Риботичі із замком біля Перемишля та ґрунтами Гусаки та Мізьничі. Його маєток складався з 29 сіл і одного міста.

## Родина
1. Дружина — Ана, донька Костянтина Корнякта з Білобок
Діти:
- Єжи (д/н—1672), староста пйотркувський

2. Дружина — Катаржина Старолеська
Діти:
- Анна, дружина Сигізмунда Мнішека; 2) Станіслава барановського
- Катаржина, дружина Фердинанда Пшерембського
- Станіслав (д/н—1700), староста пйотркувський